# 김이브님
김이브님(본명: 김소진, 1983년 1월 6일~)은 애견미용사 출신 세이클럽 CJ이자 2017년 1월 14일 기준 92만 명의 애청자와 2만 명이 넘는 서포터가 있는 아프리카TV BJ였던 유튜버 및 카카오TV PD이며 김이브로 통용되어 불린다. 원래 이름은 김미숙이었으나, 현재는 김소진으로 개명을 하였다.

## 인터넷 방송

### 초창기
다른 사람과 공감, 소통 할 수 있는 것이 신기하고 매력적이라 느껴 2001년 세이클럽 CJ로 시작 라디오 방송을 했다. 이후 지인이 알려준 아프리카TV로 옮겼는데 2009년 접속자는 500명으로 제한돼있었지만, 누적 접속자 450여만 명, 주 시청자 층은 10~30대로 중년 애청자도 제법 있었다.

### 새출발
이후 아프리카TV 갑질 논란이 터지자 2016년 10월 16일 개인방송에서 윰댕이 떠난 것에 슬퍼하며 아프리카TV를 비판했다. 같은 해 24일 유튜브 생방송을 통해 일주일에 1~2회를 유튜브로 방송하며 아프리카TV와 병행한다 했지만 결국 2017년 1월 14일 논란과 무관하게 아프리카TV에서 유튜브로 옮겼고 2017년 2월 16일 접근성, 미래성을 판단해 카카오TV 시작할 것과 방송일정을 알렸으며 3월 7일 계정 만든 뒤 14일 첫 방송했다.

## 특징
다양한 주제로 1인 토크를 하는데 19금 농담도 서슴지 않으며 방송 중 채팅창에 욕설, 도배를 재치있게 받아쳐 웃음을 유발한다. 한편 유튜브 생방송은 수요일을 제외한 모든 요일의 10시 30분에 시작하며 영상 업로드는 9시에 하는데 올려진 영상은 좋은 화면효과, 자막 등의 특징을 가지며 영상 편집자를 통해 관리된다. 콘텐츠는 일상적인 모습을 보여주는 '혼자 사는 여자', 상품 비평하는 '대신 써주는 여자' 등 다양하게 진행한다.

## 사건・사고

### 공개청혼남
2009년 진워렌버핏은 김이브님을 알게 된 후 수차례 공개구혼 해 불쾌감을 토로할 정도였다. 진워렌버핏은 방송으로 예고한 뒤 2010년 11월 10일, 11일 오후 코엑스 주변에 플래카드 들며 공개구혼 1인 시위하다 경찰에 연행됐고 풀려난 후 디시인사이드 인터넷방송 갤러리에 청혼 후기를 올렸다. 또한 같은 해 18일 환경재단이 명동에서 개최한 행사에 플래카드를 들고나와 개인정보를 유출했다.
하지만 관심을 못끌자 2011년부터 살인 협박, 허위사실유포, 개인정보 유출 등 스토킹했다. 그러자 김이브님은 진워렌버핏을 고소했고 2012년 7월 4일 서울중앙지방검찰청이 구속기소하여 같은 해 9월 27일 서울중앙지방법원은 징역 1년 6월 선고했다. 다만 진워렌버핏은 법정에서 판사를 모독하는 행위를 함으로 인해 이 징역에 법정모독죄까지 추가되어 실제로는 3년 3개월 동안 징역을 살았다. 이러한 스토킹은 2013년과 14년 시상식이 진행되며 재조명됐다. 이후 2017년 2월 3일 진워렌버핏이 문자를 보내자 분노하며 전화를 걸어 강력 대응한 후 전화를 끊고 방송을 조기 종료했다.

### 사이버스토킹
2017년 10월 22일 자신의 인스타그램을 통해 5년간 받은 스토킹 메시지 일부를 공개하며 남성의 실명을 거론한 뒤 법적 대응을 경고했다.

### 윰댕과의 불화
윰댕과 BJ 꽃빈이 만든 합동 채널 "윰꽃"에 일부 시청자들은 김이브님이 왜 빠졌는지 의심하기 시작했고 이 과정에서 "김이브 왕따설"이 떠돌자 김이브님은 "소속된 회사가 달라서 그렇다"며 해명했지만, "윰댕에게 들은 적이 없다"는 발언으로 온라인상엔 "윰댕이 뒤통수 쳤다" 등 논란이 커졌고 윰댕은 2017년 12월 9일 유튜브 생방송으로 10년간 김이브님과 여러 일을 겪으며 감정이 틀어져 이미 인연을 끊었기에 채널 개설에 대해 말할 필요성을 못 느꼈다며 해명했다. 또한 갈등과 관련된, 김이브와 서로 입장을 주고받는 전화 통화 내용을 시청자에게 공개하기도 했다. 이후 서로 방송에서 언급하지 않기로 하면서 갈등은 마무리됐다.
그러자 네티즌들은 "지금은 새벽 2시인데 아직도 안 끝났고…. 끝날 기미도 없어 보이고 둘이 전화하면서도 계속 똑같은 얘기만 반복돼서 그냥 방송 끔", "제3자들이 왈가왈부해서 일 커진….ㅠ" 등의 반응이며 같은 해 9일 방송에서 대도서관은 "윰댕이 알아서 할 일"이란 입장이고 김이브님 소속사는 2017년 12월 12일 중앙일보와 통화에서 윰댕 간의 갈등과 관련해 일체의 인터뷰를 하지 않겠다고 밝혔다. 유튜브 구독자 수 검색 사이트인 소셜블레이드에 따르면 한국 시간으로 2017년 10월 10일 오후 12시 50분 기준으로 윰댕의 구독자 수는 1만584명이 늘었지만, 김이브님은 3912명이 줄었고 2017년 10월 13일 김이브님의 구독자 수는 전날보다 1만5703명이 빠져나가는 등 4일 연속 하락세다.

### 도박 의혹 및 채무불이행 사건
김이브님은 돈을 엄청 잘 버는 대형 인터넷 방송인임에도 불구하고 계속 빚 독촉에 시달리고 있었다. 그걸 김이브님이 직접 방송에서 언급하며 시청자들에게 돈을 빌려달라고 했다.
이러한 이유에 대해서는 도박으로 돈을 날렸다는 의혹이 제기된다. 유튜버 구제역이 제기한 의혹에 따르면 김이브님은 도박 중독 상태였으며 계속되는 도박으로 인해 경제 상태가 엉망이 되어 갔다. 구제역이 공개한 녹취록에 따르면 팬에게 돈을 빌려달라고 한 뒤 돈을 따기 위해 "용이라도 한 3마리 사주실 수 있냐"며 "그걸로 도박 한 번 해보게"라고 말한 기록이 나온다. 또한 도박으로 인해 빚을 져서 그 빚을 갚으려고 시청자들에게 돈을 빌려달라고 한 사실이 뉴스화 되자 활동을 중단했다.

2022년 1월 사업가 A씨 개인과 A씨의 법인으로부터 9290만원을 빌려간 뒤 갚지 않은 혐의에 대한 재판에서 패소했으며, 2022년 11월 17일 9290만원을 갚지 않은 혐의에 인터넷 방송 플랫폼으로부터 계약금을 선지급받고 계약 내용을 이행하지 않은 혐의가 더해져 징역 10개월이 선고되었다. 하지만 당장 구속은 하지 않는 것으로 판결이 선고되었다. 김이브는 채무를 갚지 못한 잘못한 부분을 인정하면서 구제역이 제기한 도박 의혹은 사실 무근이며, 감옥에 가게 될리가 없다라고 밝혔다.
2024년 5월 17일 항소심 재판서 피해 변제가 전혀 이뤄지지 않은 점, A씨의 사실오인 주장은 받아들이기 어려운 점, 실형을 선고해 도망의 우려가 있는 점 등을 이유로 재판부는 A씨에 대한 구속영장을 발부되었고 징역 8개월 형을 선고 받아 구속됐다.

## 수상

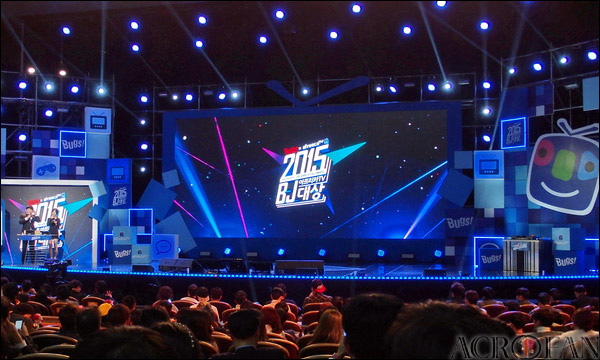
2015 아프리카TV BJ대상 시상식의 모습

2011, 12년 보이는 라디오 우수상, 토크(여) 부문 최우수상을 받았다. 2013년엔 후보 등재를 거부했지만 시상식이 진행되며 미모와 받은 별풍선의 실수령액이 약 3억 원인 게 밝혀졌고 2014년 Star BJ 20에 선정되자 다시 실수령액과 과거 방송 중 일명 '성교육 방송' 그리고 수상 소감 예행연습 영상이 알려져 주목받았다. 2015, 16년 대표 BJ 50에 선정됐으나 불참했다.
| 연도 | 상 이름                | 부문          | 결과 | 출처   |
| ---- | ---------------------- | ------------- | ---- | ------ |
| 2011 | 아프리카TV 방송대상    | 보이는 라디오 | 수상 | [ 48 ] |
| 2012 | 아프리카TV 방송대상    | 토크(여)      | 수상 | [ 49 ] |
| 2014 | 아프리카TV BJ FESTIVAL | Star BJ 20    | 선정 | [ 50 ] |
| 2015 | 아프리카TV BJ대상      | 대표 BJ 50    | 선정 | [ 51 ] |
| 2016 | 아프리카TV BJ대상      | 대표 BJ 50    | 선정 | [ 52 ] |

## 같이 보기
- 양띵
- 윰댕
- 박현서